# Карабанов, Николай Тимофеевич
Никола́й Тимофе́евич Караба́нов (27 февраля 1934 года, село Базяково Алексеевского района — 28 июля 1998 года, Красная Горка) — советский и российский химик. Доктор химических наук (1988), профессор (1992) ННГУ имени Лобачевского

## Биография
Родился в семье железнодорожного рабочего. Был старшим сыном из 13 детей.
Окончил Горьковский государственный университет имени Н. И. Лобачевского (1956).
С 1956 года — младший научный сотрудник в лаборатории разделения смесей НИИ химии (город Горький). С 1961 года — ассистент, доцент на кафедре неорганической химии ГГУ. В 1967—1968 годах проходил обучение на курсах английского языка при Московском государственном педагогическом институте иностранных языков имени М. Тореза (город Москва). В 1968—1970 и 1976—1978 годах находился в загранкомандировках в Эфиопии, где руководил группой советских специалистов, был советником при директоре Бахр-Дарского политехнического института, где преподавал на английском языке физическую и неорганическую химию. В 1970—1973 годах — доцент на кафедре неорганической химии ГГУ. В 1973—1989 годах (с перерывом) — заведующий лабораторией газовой хроматографии научно-исследовательского института химии. В 1989—1998 годах — доцент кафедры спектроскопии, заведующий специализацией «газовая хроматография». Область научных интересов — теория хроматографии, термодинамика бинарных и многокомпонентных систем, бесконечно разбавленные растворы.
Проживал в Нижнем Новгороде и посёлке Красная Горка под Нижним Новгородом. Похоронен на кладбище в посёлке Голышево Володарского района.